# Villa Wolkonsky

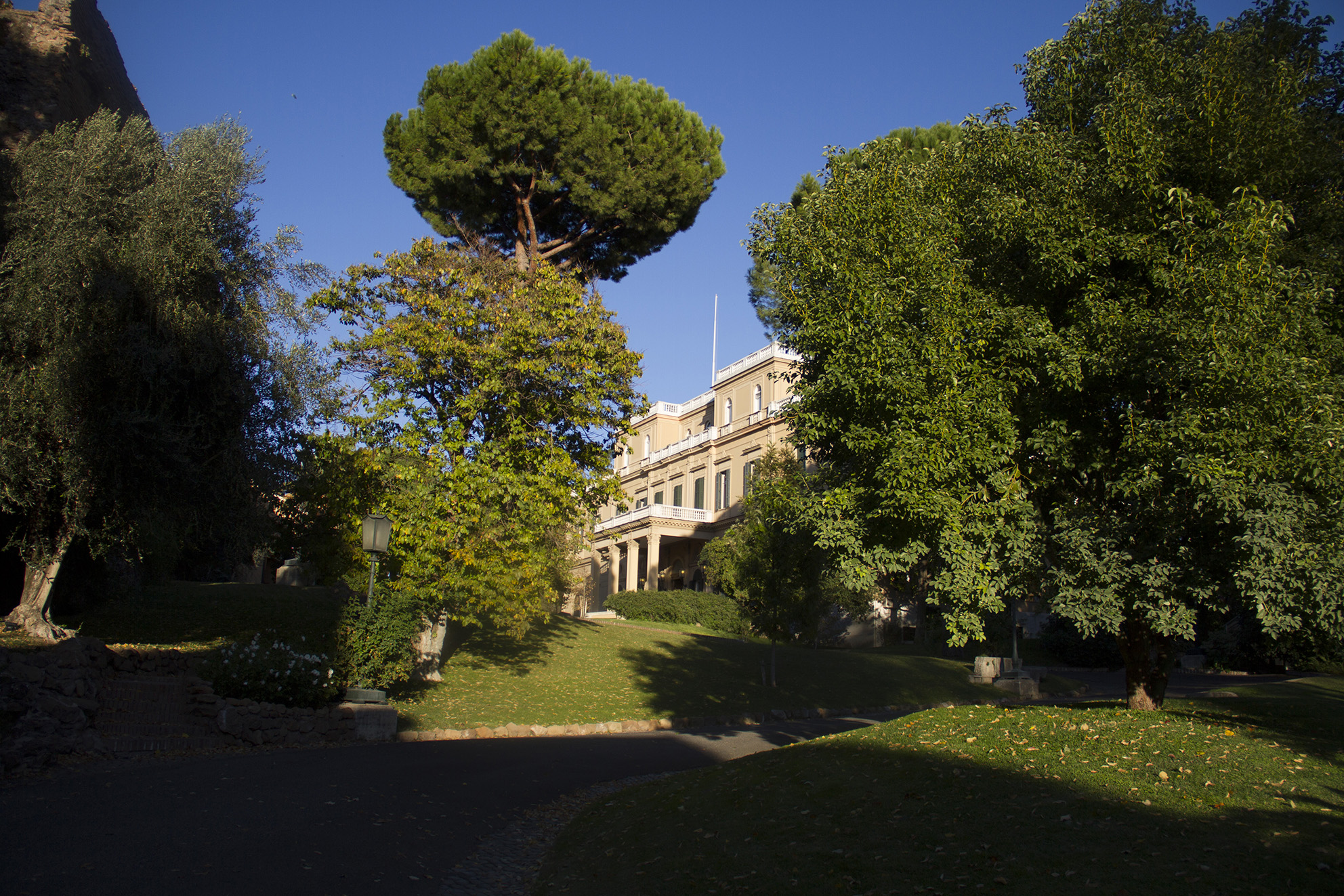
Villa Wolkonsky

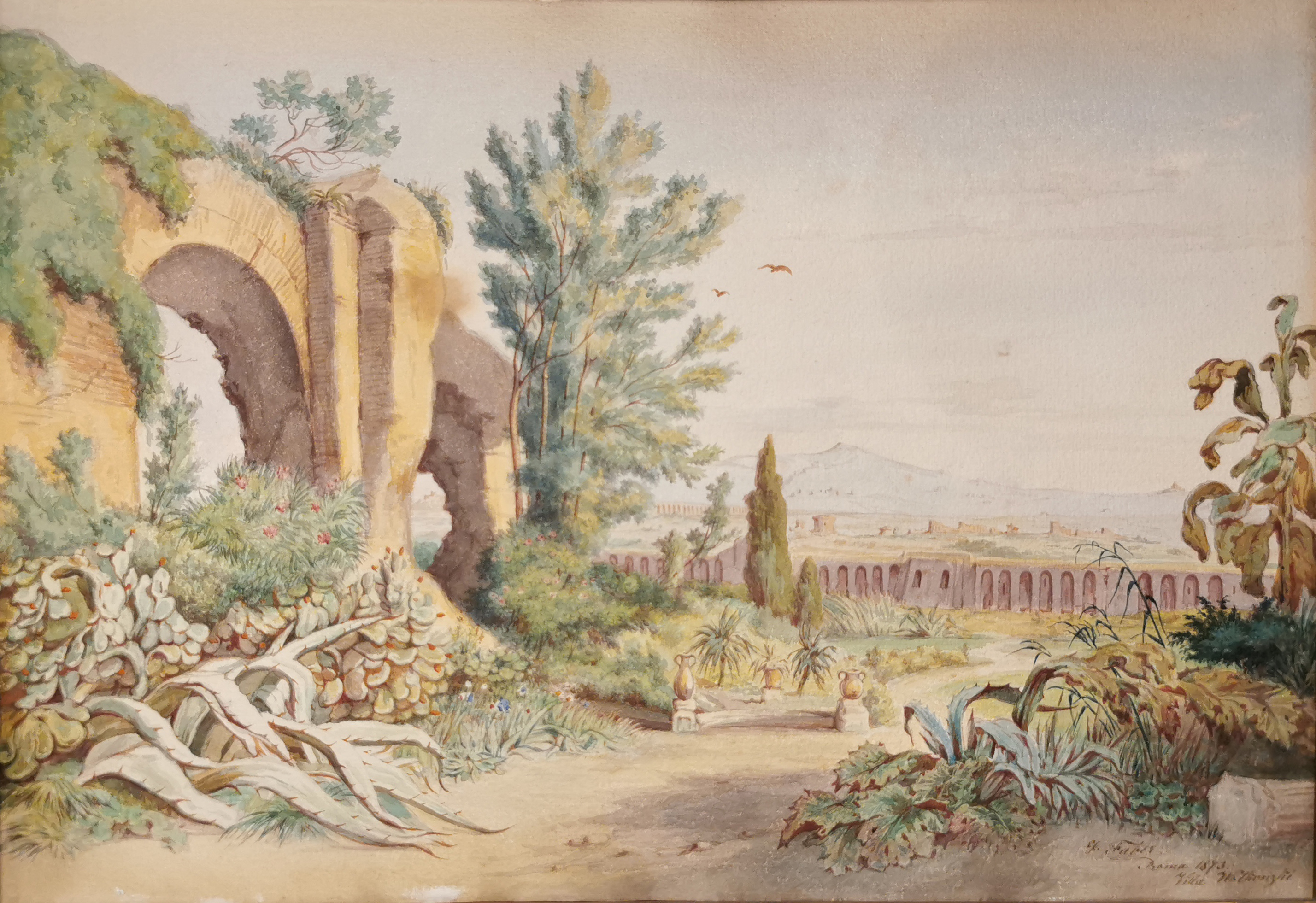
Gottlob Faber (1812–1884), Garten der Villa Wolkonsky 1873. Mit Abbildung des Aquädukts.

Die Villa Wolkonsky in Rom ist die offizielle Residenz des britischen Botschafters in Italien. Die Villa mit ihrem rund 4,5 Hektar großen Park befindet sich auf dem Esquilin, nahe der Lateranbasilika. Von 1922 bis 1943 hatte hier die deutsche Botschaft ihren Sitz.

## Geschichte
Die im Südosten der Stadt, noch innerhalb der Aurelianischen Mauer gelegene Villa umfasst Teile eines unter Nero gebauten Aquädukts, das eine Abzweigung der Aqua Claudia bildet. Das Areal diente dann bis Anfang des 19. Jahrhunderts landwirtschaftlichen Zwecken. Fürstin Sinaida Alexandrowna Wolkonskaja, Tochter eines russischen Diplomaten, erwarb das Land im Jahr 1830. Die Fürstin wuchs in Turin auf, wo ihr Vater Botschafter war. Sie lebte von 1820 bis 1822 in Rom und kehrte dann 1829 mit ihrer Familie in die Ewige Stadt zurück. Wolkonskaja beauftragte den Architekten Giovanni Azzurri mit dem Bau einer Villa, ließ den dazugehörigen Park anlegen und auch den dort verlaufenden Teil des Aquädukts restaurieren. Ihre Villa entwickelte sich bald zu einem renommierten literarischen Salon, der unter anderem von Karl Brullow, Alexander Iwanow, Bertel Thorvaldsen, Gaetano Donizetti, Stendhal, Sir Walter Scott und Nikolai Gogol besucht wurde. Fürstin Wolkonskaja nutzte die Villa vorwiegend als Landsitz, da sie in der Innenstadt noch über weitere Wohnungen verfügte. Nach Sinaida Wolkonskajas Tod im Jahr 1862 erbte ihr Sohn Alexander die Villa, dann ging sie an Marchesa Nadia Campanari über, eine Enkelin Alexander Wolkonskys. Die Familie Campanari baute südlich der ursprünglichen Villa ein neues Gebäude, das im weiteren Verlauf vermietet wurde. Ende des 19. Jahrhunderts verlor das Anwesen wegen der städtebaulichen Erweiterung Roms viel von seinem landschaftlichen Reiz. 1922 verkauften die Campanaris die Villa Wolkonsky an die deutsche Regierung, die dort ihre Botschaft beim Königreich Italien und auch die Residenz des Botschafters einrichtete. Das Hauptgebäude und auch der Altbau wurden ausgebaut, am Haupteingang entstand ein weiteres Gebäude. Mit der deutschen Besetzung Italiens im September 1943 (Fall Achse) stellte die Botschaft ihren diplomatischen Dienst ein. Nach der Befreiung Roms am 4. Juni 1944 beschlagnahmte die italienische Regierung die Botschaft, die während der Besetzung mit ihrer Außenstelle in der Via Tasso unter anderem als Gefängnis genutzt worden war. Vorübergehend wurde das Anwesen der diplomatischen Vertretung der Schweiz und dem Italienischen Roten Kreuz überlassen.
Am 31. Dezember 1946 wurde die britische Botschaft an der Porta Pia Ziel eines Terroranschlags der zionistischen Untergrundbewegung Irgun Tzwa’i Le’umi. Die italienische Regierung stellte daraufhin der britischen Botschaft die Villa Wolkonsky zur Verfügung. Sie wurde 1951 von der britischen Regierung erworben. Ende der 1950er Jahre ließ diese umfangreiche Restaurierungsarbeiten durchführen. 1971 konnte der Neubau der Botschaftskanzlei an der Porta Pia bezogen werden. Die Villa Wolkonsky dient seither wieder als Residenz des britischen Botschafters. Darüber hinaus befinden sich auf dem Areal auch Unterkünfte für das übrige Botschaftspersonal. Das ausgedehnte Anwesen wird von der Botschaft auch für kulturelle Veranstaltungen, Seminare, Workshops und dergleichen genutzt oder vermietet. In dem Park mit seinen rund 200 verschiedenen Baum- und Pflanzenarten wird jährlich der Geburtstag des britischen Monarchen gefeiert.